# 안드레아스 크리거

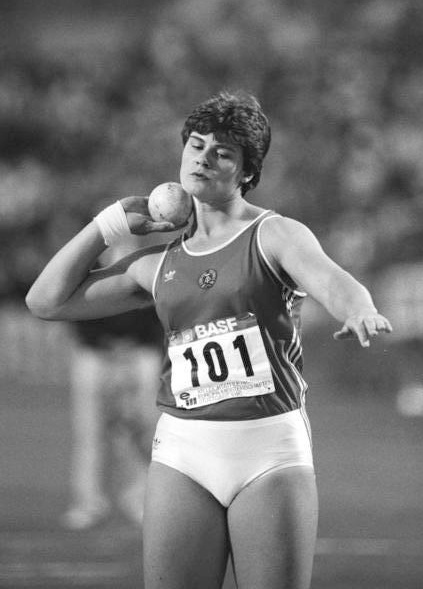
1986년 유럽 육상 선수권 대회의 크리거

안드레아스 크리거(Andreas Krieger, 1966년 7월 20일 ~ )는 독일의 포환던지기 선수이다. 동독 국가대표 선수들이 그랬듯 본인은 모르는 사이 국가 기관에 의해 단백동화 스테로이드를 주입당했다. 이로 인해 신체가 남성화되었고 결국 성전환하여 트랜스남성이 되었다. 여자였을 때 이름은 하이디 크리거(Heidi Krieger)였다.
구 동독 여자 수영선수이자 역시 스테로이드 도핑 피해자인 우테 크라우제와 결혼했다.